# Juan Carlos Gómez (entrenador)
Juan Carlos Gómez (Frías, Santiago del Estero, 17 de marzo de 1957) exfutbolista y entrenador argentino. Jugaba de arquero y su primer club fue el Club Atlético General Paz Juniors, desempeñándose además en la Primera División de Argentina en clubes como Instituto, Belgrano y Talleres de Córdoba. Con la Selección Argentina se consagró campeón del Torneo Preolímpico Sudamericano Sub-23 de 1980 en Colombia, clasificando de esa manera, a los Juegos Olímpicos de Moscú 1980. En el Campeonato Nacional 1979, obtuvo la valla menos vencida jugando para el club Instituto de Córdoba.

## Trayectoria
- General Paz Juniors
- Instituto de Córdoba
- Belgrano de Córdoba
- Talleres de Córdoba
- San Martín de Mendoza
- Sportivo Belgrano

## Palmarés
- Campeón Torneo Preolímpico Sudamericano Sub-23 de 1980 (Clasificación a los Juegos Olímpicos de Moscú 1980)

- Datos: Q97183497